# María Torralbo Belmonte
María Torralbo Belmonte (Cabra del Santo Cristo, ?-Jaén, 27 de julio de 1944) fue una guerrillera española muerta por disparos de la Guardia Civil.

## Trayectoria
Estaba afiliada al Partido Comunista de España (PCE).
Su hermano era el guerrillero Dionisio Torralbo Belmonte, conocido como "El Sastre" que había sido  secretario  del PCE en Cabra de Santo Cristo y que se había echado al monte a finales de 1939. Su partida actuó en las estribaciones de la Cordillera Subbética de Jaén, desplegando unas actuaciones prácticamente de supervivencia, excepto algún contado golpe económico.
Ella fue acusada de protagonizar actos de provocación, formular denuncias infundadas y maltratar a gentes de derechas; también de ayudar en registros domiciliarios, como en las casas de Isabel Antonia Pajares y Juan Peinado. Sin embargo, no se tiene constancia de una sentencia judicial en su contra. Según sus declaraciones, fue requerida por el jefe de las milicias de Huelma y Cambil para registrar la casa de Juan Peinado, pero al encontrarse solo la hija de este, la registró a ella no encontrándole nada incriminatorio. En el registro civil en el apartado de profesión  pone "Sus labores" sin indicar su estado civil. La causa de su fallecimiento fue el resultado de heridas de arma de fuego.
La muerte de su hermano en un enfrentamiento con la Guardia Civil, inscrita en el Registro Civil de Cabra por un oficial Teniente de la Guardia Civil, figura como causa hemorragia cerebral. Antonia Robledillo y su hijo fueron capturados y condenados a seis años de prisión.
María murió unos meses después. La versión oficial, publicada por el diario Jaén estableció su muerte debido a una anemia intensísima por hemorragia externa en un enfrentamiento con la Guardia Civil, que la perseguía por auxilio de malhechores. En aquel enfrentamiento murió un guardia civil.
Su hermana Catalina estuvo encarcelada en la prisión de Huelma en julio de 1944 donde fue juzgada en Consejo de Guerra.